# Draft NBA 1998
Il Draft NBA 1998 si è svolto il 24 giugno 1998 al General Motors Place di Vancouver, Canada.

## Giocatori scelti al 1º giro
|   | Indica un giocatore che è stato inserito nella Naismith Memorial Basketball Hall of Fame |
|   | Indica un giocatore che è stato selezionato per almeno un All-Star Game                  |
| * | Indica il giocatore che ha vinto il titolo di Rookie of the Year                         |
|   | Indica un giocatore che non ha mai giocato una partita in NBA                            |

| Scelta | Giocatore               | Nazionalità     | Squadra NBA                                       | Scuola/ex squadra                  |
| ------ | ----------------------- | --------------- | ------------------------------------------------- | ---------------------------------- |
| 1      | Michael Olowokandi (C)  | Nigeria         | Los Angeles Clippers                              | Pacific                            |
| 2      | Mike Bibby (PG)         | Stati Uniti     | Vancouver Grizzlies                               | Arizona                            |
| 3      | Raef LaFrentz (C/F)     | Stati Uniti     | Denver Nuggets                                    | Kansas                             |
| 4      | Antawn Jamison (F)      | Stati Uniti     | Toronto Raptors (ceduto a Golden State)           | North Carolina                     |
| 5      | Vince Carter * (G/F)    | Stati Uniti     | Golden State Warriors (ceduto a Toronto)          | North Carolina                     |
| 6      | Robert Traylor (F/C)    | Stati Uniti     | Dallas Mavericks (ceduto a Milwaukee)             | Michigan                           |
| 7      | Jason Williams (PG)     | Stati Uniti     | Sacramento Kings                                  | Florida                            |
| 8      | Larry Hughes (SG)       | Stati Uniti     | Philadelphia 76ers                                | St. Louis                          |
| 9      | Dirk Nowitzki (PF)      | Germania        | Milwaukee Bucks (ceduto a Dallas)                 | DJK Würzburg (Germania)            |
| 10     | Paul Pierce (G/F)       | Stati Uniti     | Boston Celtics                                    | Kansas                             |
| 11     | Bonzi Wells (G/F)       | Stati Uniti     | Detroit Pistons                                   | Ball State                         |
| 12     | Michael Doleac (C)      | Stati Uniti     | Orlando Magic                                     | Utah                               |
| 13     | Keon Clark (F/C)        | Stati Uniti     | Orlando Magic (da Golden State via Washington)    | UNLV                               |
| 14     | Michael Dickerson (SG)  | Stati Uniti     | Houston Rockets                                   | Arizona                            |
| 15     | Matt Harpring (F/G)     | Stati Uniti     | Orlando Magic (da New Jersey)                     | Georgia Tech                       |
| 16     | Bryce Drew (PG)         | Stati Uniti     | Houston Rockets                                   | Valparaiso                         |
| 17     | Radoslav Nesterovič (C) | Slovenia        | Minnesota Timberwolves                            | Kinder Bologna (Italia)            |
| 18     | Mirsad Türkcan (PF)     | Turchia         | Houston Rockets (da Toronto via Portland)         | Efes Pilsen (Turchia)              |
| 19     | Pat Garrity (PF)        | Stati Uniti     | Milwaukee Bucks (da Cleveland, ceduto a Phoenix)  | Notre Dame                         |
| 20     | Roshown McLeod (SF)     | Stati Uniti     | Atlanta Hawks                                     | Duke                               |
| 21     | Ricky Davis (G/F)       | Stati Uniti     | Charlotte Hornets                                 | Iowa                               |
| 22     | Brian Skinner (F/C)     | Stati Uniti     | Los Angeles Clippers (da Miami)                   | Baylor                             |
| 23     | Tyronn Lue (PG)         | Stati Uniti     | Denver Nuggets (da Phoenix ceduto ai L.A. Lakers) | Nebraska                           |
| 24     | Felipe López (SG)       | Rep. Dominicana | San Antonio Spurs (ceduto a Vancouver)            | St. John's                         |
| 25     | Al Harrington (F)       | Stati Uniti     | Indiana Pacers                                    | St. Patrick's H.S. (Elizabeth, NJ) |
| 26     | Sam Jacobson (SG)       | Stati Uniti     | Los Angeles Lakers                                | Minnesota                          |
| 27     | Vladimer St'epania (C)  | Georgia         | Seattle SuperSonics                               | Olimpija Ljubljana (Slovenia)      |
| 28     | Corey Benjamin (SG)     | Stati Uniti     | Chicago Bulls                                     | Oregon State                       |
| 29     | Nazr Mohammed (C/F)     | Stati Uniti     | Utah Jazz (ceduto a Philadelphia)                 | Kentucky                           |

## Giocatori scelti al 2º giro
| Scelta | Giocatore              | Nazionalità   | Squadra NBA                             | Scuola/ex squadra              |
| ------ | ---------------------- | ------------- | --------------------------------------- | ------------------------------ |
| 30     | Ansu Sesay (SF)        | Stati Uniti   | Golden State Warriors (da Toronto)      | Mississippi                    |
| 31     | Ruben Patterson (SF)   | Stati Uniti   | Los Angeles Lakers (da Vancouver)       | Cincinnati                     |
| 32     | Rashard Lewis (SF)     | Stati Uniti   | Seattle SuperSonics (da Detroit)        | Alief Elsik H.S. (Houston, TX) |
| 33     | Jelani McCoy (F/C)     | Stati Uniti   | Seattle SuperSonics (dai L.A. Clippers) | UCLA                           |
| 34     | Shammond Williams (PG) | Stati Uniti   | Chicago Bulls (da Golden State)         | North Carolina                 |
| 35     | Bruno Šundov (C)       | Croazia       | Dallas Mavericks                        | Split (Croazia)                |
| 36     | Jerome James (C)       | Stati Uniti   | Sacramento Kings                        | Florida A&M                    |
| 37     | Casey Shaw (C)         | Stati Uniti   | Philadelphia 76ers                      | Toledo                         |
| 38     | DeMarco Johnson (PF)   | Stati Uniti   | New York Knicks (da Boston)             | UNC Charlotte                  |
| 39     | Rafer Alston (PG)      | Stati Uniti   | Milwaukee Bucks                         | Fresno State                   |
| 40     | Korleone Young (SF)    | Stati Uniti   | Detroit Pistons                         | Hargrave Military Academy      |
| 41     | Cuttino Mobley (SG)    | Stati Uniti   | Houston Rockets                         | Rhode Island                   |
| 42     | Miles Simon (SG)       | Stati Uniti   | Orlando Magic                           | Arizona                        |
| 43     | Jahidi White (F/C)     | Stati Uniti   | Washington Wizards                      | Georgetown                     |
| 44     | Sean Marks (PF)        | Nuova Zelanda | New York Knicks                         | California                     |
| 45     | Toby Bailey (SG)       | Stati Uniti   | Los Angeles Lakers (da New Jersey)      | UCLA                           |
| 46     | Andrae Patterson (SF)  | Stati Uniti   | Minnesota Timberwolves                  | Indiana                        |
| 47     | Tyson Wheeler (PG)     | Stati Uniti   | Toronto Raptors                         | Rhode Island                   |
| 48     | Ryan Stack (C)         | Stati Uniti   | Cleveland Cavaliers                     | South Carolina                 |
| 49     | Cory Carr (SG)         | Stati Uniti   | Atlanta Hawks                           | Texas Tech                     |
| 50     | Andrew Betts (C)       | Regno Unito   | Charlotte Hornets                       | Long Beach State               |
| 51     | Corey Brewer (PG)      | Stati Uniti   | Miami Heat                              | Oklahoma                       |
| 52     | Derrick Dial (SG)      | Stati Uniti   | San Antonio Spurs                       | Eastern Michigan               |
| 53     | Greg Buckner (SG)      | Stati Uniti   | Dallas Mavericks (da Phoenix)           | Clemson                        |
| 54     | Tremaine Fowlkes (SF)  | Stati Uniti   | Denver Nuggets (da Indiana)             | Fresno State                   |
| 55     | Ryan Bowen (SF)        | Stati Uniti   | Denver Nuggets (da Seattle)             | Iowa                           |
| 56     | J.R. Henderson (SF)    | Stati Uniti   | Vancouver Grizzlies (dai L.A. Lakers)   | UCLA                           |
| 57     | Torraye Braggs (PF)    | Stati Uniti   | Utah Jazz                               | Xavier (OH)                    |
| 58     | Maceo Baston (PF)      | Stati Uniti   | Chicago Bulls                           | Michigan                       |

## Giocatori non scelti premiati dalla NBA
| Giocatore   | Ruolo | Nazionalità | Provenienza         |
| ----------- | ----- | ----------- | ------------------- |
| Brad Miller | AG/C  | Stati Uniti | Purdue Boilermakers |